# Ускасы
Ускасы (чув. Услă Пукаш) — деревня в Мариинско-Посадском районе Чувашской Республики России. Входит в состав Шоршелского сельского поселения.

## География
Деревня находится в северо-восточной части Чувашии, в пределах Чувашского плато, в зоне хвойно-широколиственных лесов, на левом берегу реки Большой Аниш, на расстоянии примерно 15 километров (по прямой) к юго-юго-востоку от города Мариинский Посад, административного центра района. Абсолютная высота — 161 метр над уровнем моря.

### Часовой пояс
Деревня Ускасы, как и вся Чувашия, находится в часовой зоне МСК (московское время). Смещение применяемого времени относительно UTC составляет +3:00.

## Население
| 2010 | 2012 |
| ---- | ---- |
| 141  | ↗168 |

### Половой состав
По данным Всероссийской переписи населения 2010 года в гендерной структуре населения мужчины составляли 55,3 %, женщины — соответственно 44,7 %.

### Национальный состав
Согласно результатам переписи 2002 года, в национальной структуре населения чуваши составляли 99 % из 157 чел.